# Kolonia Kuniczki
Kolonia Kuniczki (d. Kuniczki) – część wsi Antoniówka w Polsce położona w województwie łódzkim, w powiecie opoczyńskim, w gminie Sławno.
Do 1954 roku w gminie Kuniczki. Mimo że gmina Kuniczki wzięła nazwę od Kuniczkek, Kuniczki nie stanowiły odrębnej jednostki administracyjnej, będąc częścią Antoniówki, a siedziba gminy znajdowała się w Szadkowicach.